# Parc national Madidi
Le parc national Madidi est situé en Bolivie au nord-ouest du département de La Paz. Sa superficie est de 18 957 km2. Il est créé le 21 septembre 1995.
Situé aux contreforts des Andes dans la cordillère d'Apolobamba jusqu'aux forêts tropicales amazoniennes, le parc comprend une grande quantité d'écorégions variées. La faune et la flore y est également très diversifiée, parmi les plus au monde.

## Galerie

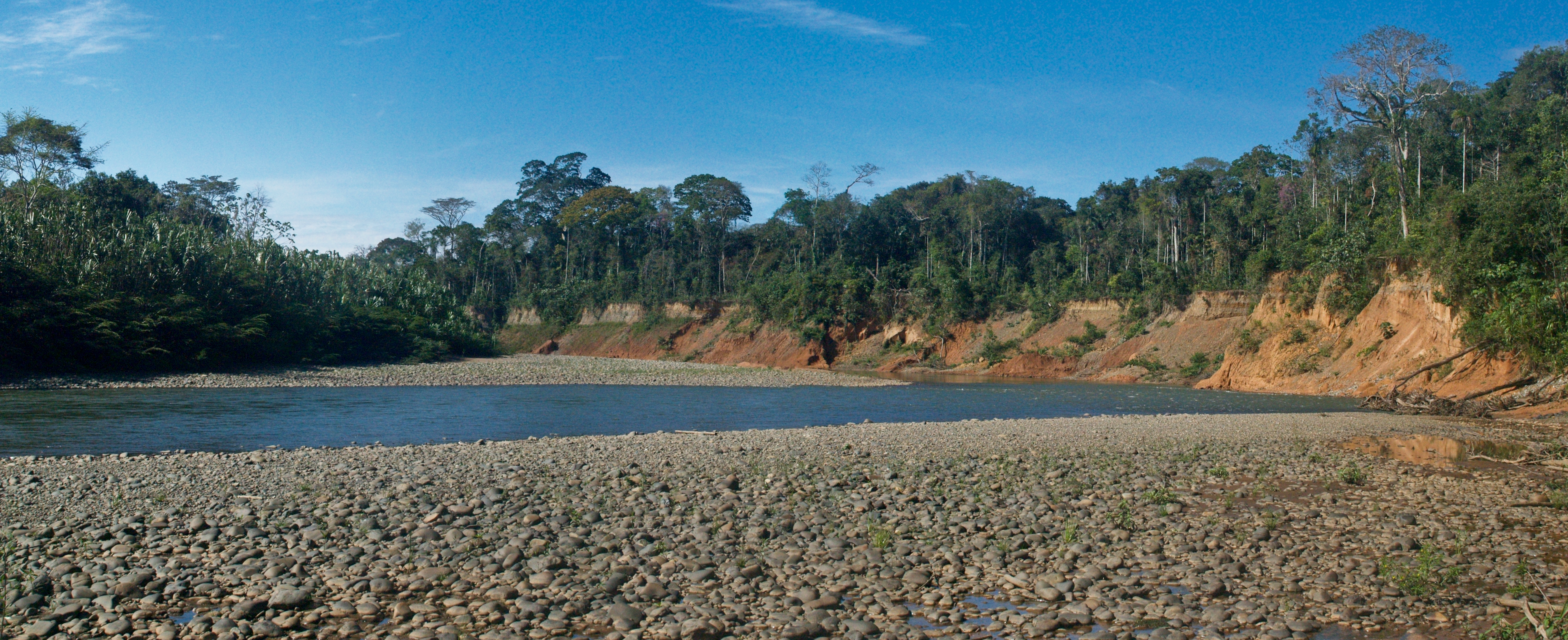
Falaises dans le parc.
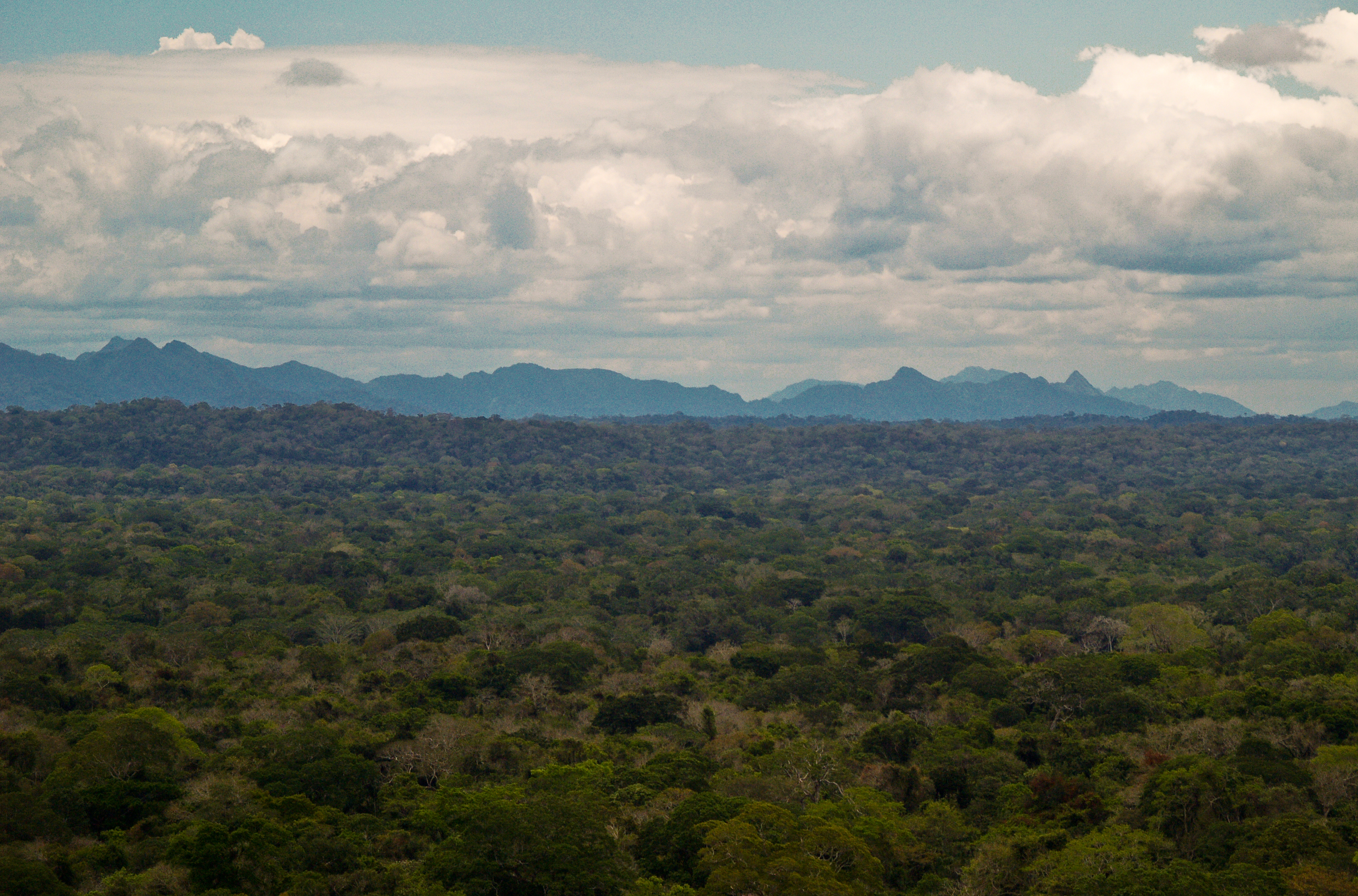
Plaine tropicale.
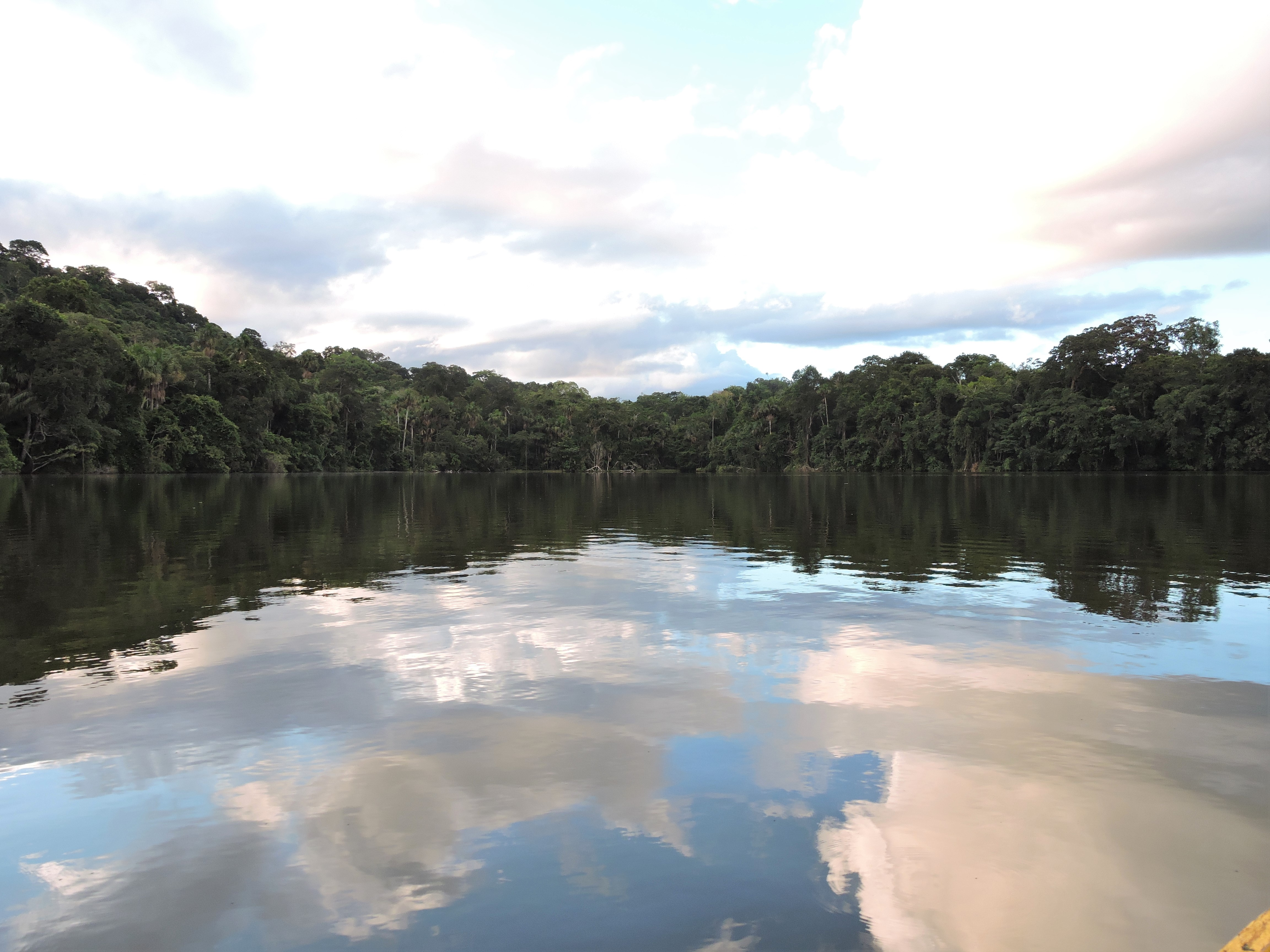
Le lac Chalalan.